# Divizia B 1959–1960
Divizia B 1959–1960 a fost al 20-lea sezon al celui de-al doilea nivel al sistemului de ligi ale fotbalului românesc.

## Formatul
Liga a fost extinsă de la două serii la trei serii de 14 echipe. La sfârșitul sezonului, câștigătorii seriei au promovat în Divizia A, iar ultimele două locuri din fiecare serie au retrogradat în Campionatul Regional.

## Schimbări de echipe
| În Divizia B Promovate din Divizia C CFR Pașcani Victoria Buzău Știința București Chimia Făgăraș Rapid Cluj Metalul Oțelu Roșu Sportul Muncitoresc Radăuți SNM Constanța Jiul Craiova Carpați Sinaia CFR Cluj Drobeta-Turnu Severin Dinamo Miliție București Recolta Carei Metalul Târgoviște Retrogradate din Divizia A Știința Timișoara | Din Divizia B Retrogradate în Campionatul Regional — Promovate în Divizia A Minerul Lupeni |

### Echipe scutite de retrogradare
Știința Cluj a fost scutită de retrogradarea în Divizia B, după fuziunea TAROM București cu Locomotiva GR București.

### Echipe redenumite
CSA Sibiu a fost redenumită ASA Sibiu.
Jiul Craiova a fost redenumit CS Craiova.
Pompierul București a fost redenumit Dinamo Obor București.
Victoria Suceava a fost redenumită Dinamo Suceava.

### Alte echipe
TAROM București a fuzionat cu clubul său mamă, Locomotiva GR București, fiind absorbită.
Dinamo Miliție București și Dinamo Pitești au fuzionat, prima fiind absorbită de cea de-a doua.

## Clasamentele ligii

### Seria I
| Loc | Echipa                          | MJ | V  | E  | Î  | GM | GP | DG  | Pct | Promovare sau retrogradare               |
| --- | ------------------------------- | -- | -- | -- | -- | -- | -- | --- | --- | ---------------------------------------- |
| 1   | CSMS Iași (C, P)                | 26 | 19 | 4  | 3  | 79 | 24 | +55 | 42  | Promovarea în Divizia A                  |
| 2   | Dinamo Galați                   | 26 | 17 | 2  | 7  | 59 | 35 | +24 | 36  |                                          |
| 3   | Prahova Ploiești                | 26 | 8  | 11 | 7  | 50 | 39 | +11 | 27  |                                          |
| 4   | Dinamo Suceava                  | 26 | 10 | 7  | 9  | 40 | 41 | −1  | 27  |                                          |
| 5   | Știința București               | 26 | 10 | 5  | 11 | 51 | 38 | +13 | 25  |                                          |
| 6   | SNM Constanța                   | 26 | 9  | 7  | 10 | 36 | 40 | −4  | 25  |                                          |
| 7   | Foresta Fălticeni               | 26 | 9  | 7  | 10 | 32 | 47 | −15 | 25  |                                          |
| 8   | Unirea Iași                     | 26 | 9  | 6  | 11 | 34 | 34 | 0   | 24  |                                          |
| 9   | Gloria Bistrița                 | 26 | 9  | 6  | 11 | 33 | 36 | −3  | 24  |                                          |
| 10  | CFR Pașcani                     | 26 | 9  | 6  | 11 | 30 | 34 | −4  | 24  |                                          |
| 11  | Unirea Focșani                  | 26 | 7  | 10 | 9  | 32 | 47 | −15 | 24  |                                          |
| 12  | Rulmentul Bârlad                | 26 | 10 | 4  | 12 | 31 | 49 | −18 | 24  |                                          |
| 13  | Victoria Buzău (R)              | 26 | 7  | 7  | 12 | 32 | 41 | −9  | 21  | Retrogradarea în Campionatul Districtual |
| 14  | Sportul Muncitoresc Radăuți (R) | 26 | 6  | 4  | 16 | 26 | 60 | −34 | 16  | Retrogradarea în Campionatul Districtual |

### Seria II
| Loc | Echipa                    | MJ | V  | E | Î  | GM | GP | DG  | Pct | Promovare sau retrogradare               |
| --- | ------------------------- | -- | -- | - | -- | -- | -- | --- | --- | ---------------------------------------- |
| 1   | Știința Timișoara (C, P)  | 26 | 17 | 4 | 5  | 60 | 20 | +40 | 38  | Promovarea în Divizia A                  |
| 2   | Dinamo Obor București     | 26 | 13 | 7 | 6  | 44 | 33 | +11 | 33  |                                          |
| 3   | Dinamo Pitești            | 26 | 13 | 5 | 8  | 50 | 41 | +9  | 31  |                                          |
| 4   | Poiana Câmpina            | 26 | 11 | 6 | 9  | 29 | 29 | 0   | 28  |                                          |
| 5   | Flacăra Moreni            | 26 | 13 | 2 | 11 | 41 | 48 | −7  | 28  |                                          |
| 6   | CFR Timișoara             | 26 | 11 | 5 | 10 | 45 | 34 | +11 | 27  |                                          |
| 7   | Metalul Târgoviște        | 26 | 12 | 3 | 11 | 45 | 39 | +6  | 27  |                                          |
| 8   | CS Craiova                | 26 | 10 | 6 | 10 | 33 | 46 | −13 | 26  |                                          |
| 9   | Metalul Titanii București | 26 | 11 | 3 | 12 | 35 | 40 | −5  | 25  |                                          |
| 10  | Știința Craiova           | 26 | 10 | 4 | 12 | 33 | 29 | +4  | 24  |                                          |
| 11  | CSM Reșița                | 26 | 10 | 3 | 13 | 51 | 40 | +11 | 23  |                                          |
| 12  | Drobeta-Turnu Severin     | 26 | 8  | 5 | 13 | 39 | 54 | −15 | 21  |                                          |
| 13  | Metalul Oțelu Roșu (R)    | 26 | 7  | 5 | 14 | 32 | 54 | −22 | 19  | Retrogradarea în Campionatul Districtual |
| 14  | Carpați Sinaia (R)        | 26 | 5  | 4 | 17 | 26 | 56 | −30 | 14  | Retrogradarea în Campionatul Districtual |

### Seria III
| Loc | Echipa                    | MJ | V  | E  | Î  | GM | GP | DG  | Pct | Promovare sau retrogradare               |
| --- | ------------------------- | -- | -- | -- | -- | -- | -- | --- | --- | ---------------------------------------- |
| 1   | Corvinul Hunedoara (C, P) | 26 | 14 | 9  | 3  | 59 | 26 | +33 | 37  | Promovarea în Divizia A                  |
| 2   | F.C. Baia Mare            | 26 | 15 | 6  | 5  | 53 | 24 | +29 | 36  |                                          |
| 3   | CS Oradea                 | 26 | 14 | 5  | 7  | 43 | 27 | +16 | 33  |                                          |
| 4   | IS Câmpia Turzii          | 26 | 9  | 9  | 8  | 41 | 34 | +7  | 27  |                                          |
| 5   | Recolta Carei             | 26 | 10 | 7  | 9  | 35 | 40 | −5  | 27  |                                          |
| 6   | ASA Sibiu                 | 26 | 7  | 12 | 7  | 35 | 31 | +4  | 26  |                                          |
| 7   | Rapid Cluj                | 26 | 9  | 8  | 9  | 32 | 35 | −3  | 26  |                                          |
| 8   | CFR Cluj                  | 26 | 11 | 2  | 13 | 33 | 36 | −3  | 24  |                                          |
| 9   | AMEF Arad                 | 26 | 9  | 5  | 12 | 26 | 33 | −7  | 23  |                                          |
| 10  | Chimia Făgăraș            | 26 | 10 | 3  | 13 | 35 | 47 | −12 | 23  |                                          |
| 11  | Gaz Metan Mediaș          | 26 | 7  | 9  | 10 | 25 | 42 | −17 | 23  |                                          |
| 12  | Tractorul Orașul Stalin   | 26 | 6  | 10 | 10 | 27 | 28 | −1  | 22  |                                          |
| 13  | CFR Arad (R)              | 26 | 8  | 4  | 14 | 23 | 35 | −12 | 20  | Retrogradarea în Campionatul Districtual |
| 14  | CS Târgu Mureș (R)        | 26 | 7  | 3  | 16 | 21 | 50 | −29 | 17  | Retrogradarea în Campionatul Districtual |